# اوتو لیلینتال
 اوتو لیلینتال  (انگلیسی: Otto Lilienthal؛ زاده ۲۳ مهٔ ۱۸۴۸ درگذشته ۱۰ اوت ۱۸۹۶) مهندس اهل آلمان بود که یک روز پس از پرواز کایت سواری با کایتی که خود اختراع کرده بود، درگذشت.

## نگارخانه

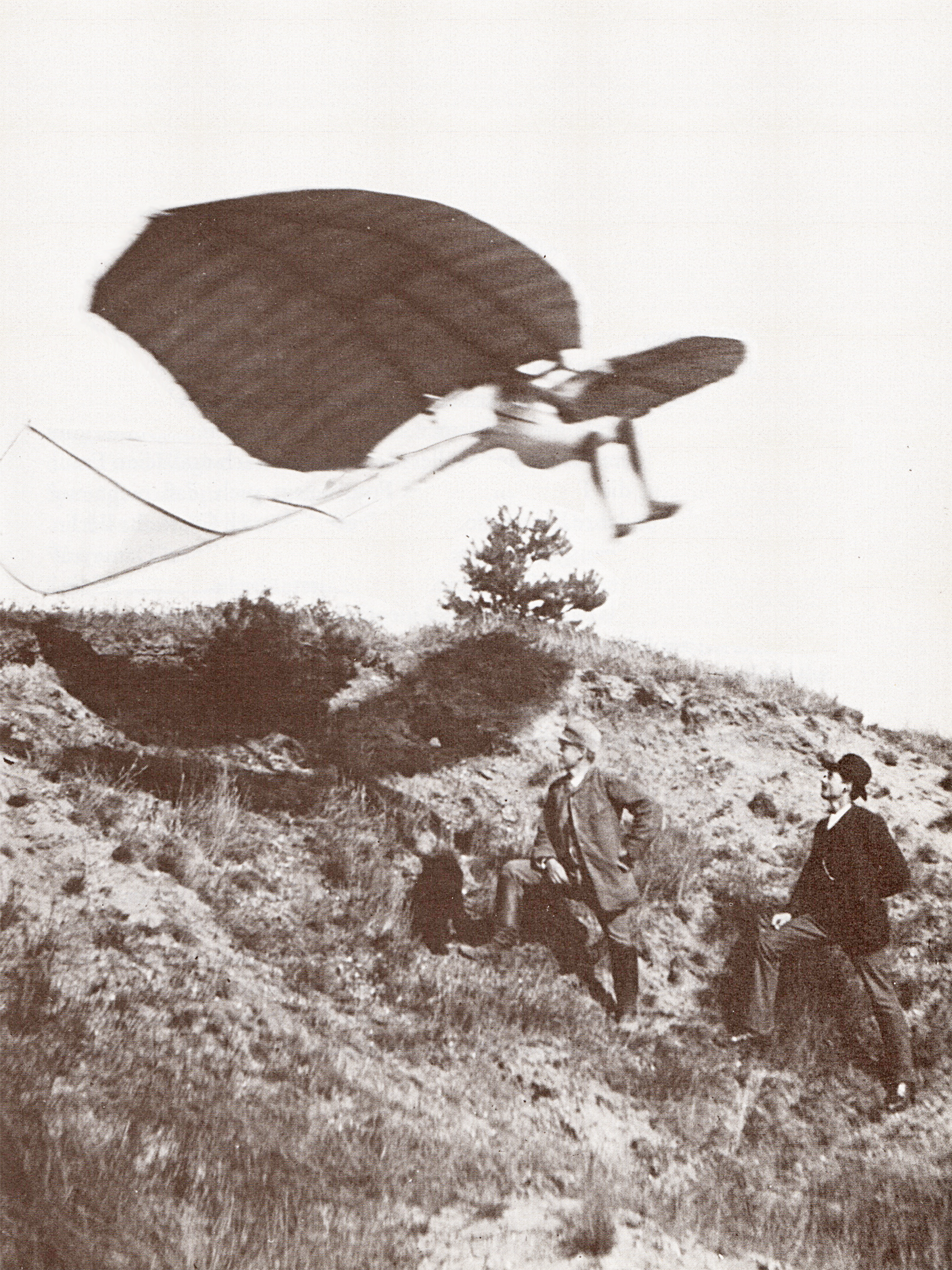
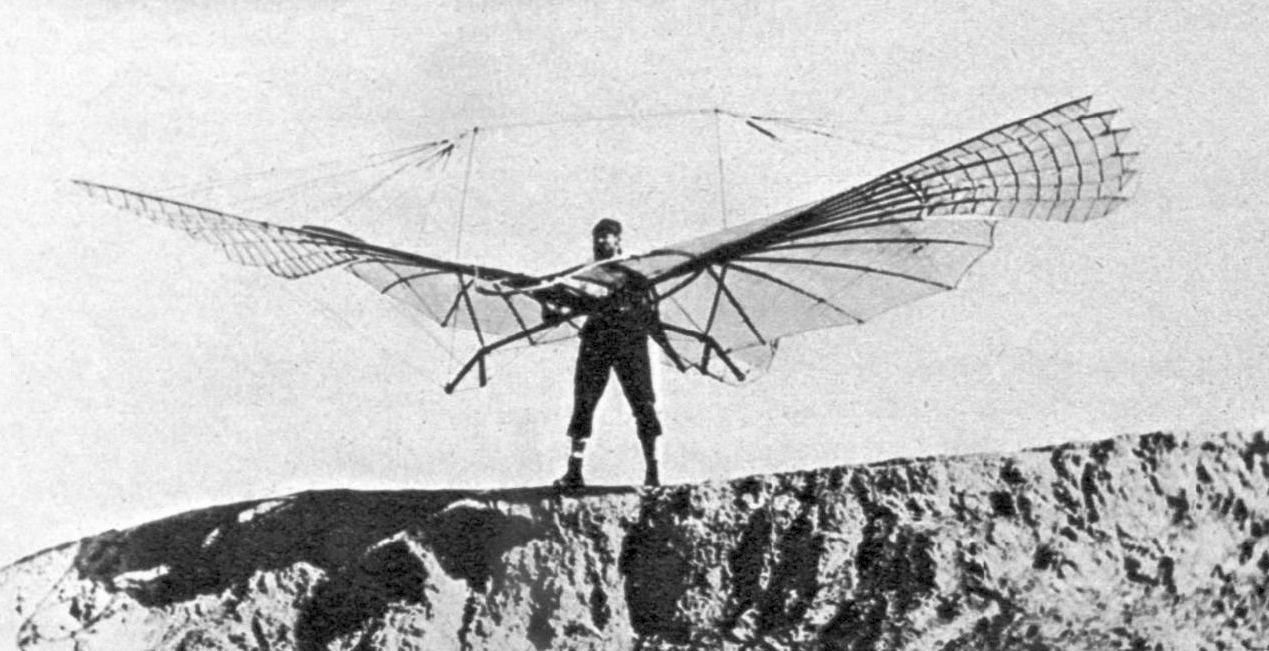
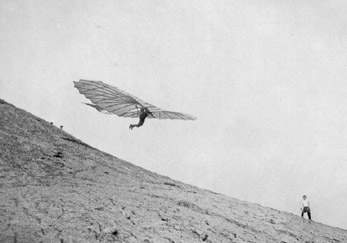
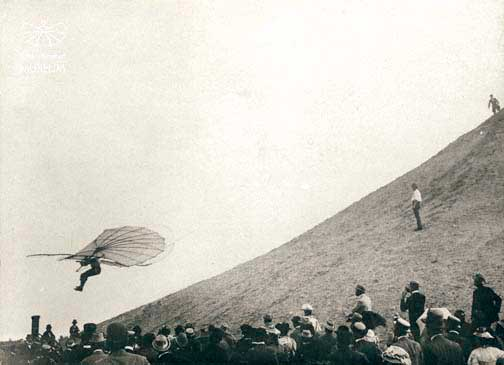